# Gymnidium cuneatum
Gymnidium cuneatum är en insektsart som först beskrevs av Rehn, J.A.G. 1944.  Gymnidium cuneatum ingår i släktet Gymnidium och familjen Lentulidae. Inga underarter finns listade i Catalogue of Life.